# Episcopado
Episcopado, também conhecido como governo episcopal, é uma das formas administrativas da Igreja.
É uma forma de organização hierárquica, com a autoridade máxima local exercida por um bispo (episcopos, em grego ou episcopus, em latim). Esta estrutura está presente na maioria das Igrejas Católicas, Igrejas Ortodoxas e Igrejas Episcopais, inclusive na Igreja da Inglaterra (anglicana). Como denominações protestantes podemos citar a Igreja do Evangelho Quadrangular, na qual o bispo rege regiões, a Igreja Metodista, a Aliança das Igrejas Cristãs Nova Vida e a Assembleia de Deus - Ministério de Madureira, que recentemente passou a ser governada por um Colégio de Bispos. Algumas outras igrejas independentes também têm esta estrutura. 
Neste sistema os ministros principais da igreja são os bispos. Outros ministros são presbíteros e diáconos. Todos estes são mencionados no Novo Testamento, embora se creia que, originalmente, fossem sinônimos os termos de pastor, bispo e presbítero.  O governo é centralizado na figura de um bispo dirigente, responsável pelas decisões e destinos da igreja, mas que possui um grupo de subalternos, o Colégio Episcopal, responsáveis pela gestão do sistema.